# Rudolf Beyendorff

Beyendorff 1911 bei der Grundsteinlegung der Kirche Mater Dolorosa

Rudolf Beyendorff (* 19. Oktober 1876 in Staßfurt; † 2. Mai 1947 in Berlin) war ein deutscher Jurist, Verwaltungsbeamter und Kommunalpolitiker; „Der Vater von Lankwitz“. Bekannt wurde er durch sein Wirken als erster Bürgermeister der Gemeinde Lankwitz. Beyendorff gilt als Gründer der Gartenstadt Lankwitz; entwickelte das Dorf Lankwitz 1908–1914 zu einer modernen Gemeinde als Vorort von Berlin (seit 1920 ein Ortsteil des Bezirks Steglitz von Berlin).

## Leben
Rudolf Beyendorff wurde am 19. Oktober 1876 im preußischen Regierungsbezirk Magdeburg in Staßfurt geboren. Er studierte Staatswissenschaften an der Eberhard Karls Universität in Tübingen, wurde 1900 promoviert und war an der Universität als Dozent tätig. 1903 wurde er in der Stadt Kösen im preußischen Regierungsbezirk Merseburg damals jüngster Bürgermeister Deutschlands. 1906 ging er nach Steglitz, arbeitete als Gemeindesyndikus und ehrenamtlicher Schöffe.

Werbemarke der Gartenstadt Berlin-Lankwitz

### Gartenstadt Lankwitz (1908–1918)
Am 1. April 1908 wurde Beyendorff zum ersten hauptberuflichen, besoldeten Gemeindevorsteher und Bürgermeister von Lankwitz gewählt – damals noch Gemeinde im Kreis Teltow. Zuvor war Friedrich Dillges von 1895 bis zum 31. März 1908 ehrenamtlicher Gemeindevorsteher.
Zügig nach seinem Amtsantritt organisierte Beyendorff eine effiziente Verwaltung in Lankwitz. Bereits im September 1908 veranlasste er die Aufstellung eines Bebauungsplans, der später der erste Teilplan für den Berliner Gesamtbebauungsplan wurde. 1908 beschloss die Gemeindeverwaltung auf seinen Vorschlag hin die Lankwitzer Terrain- und Baugesellschaft zu gründen, um Lankwitz zu einem „vornehmen Wohnort“ zu entwickeln – zur Gartenstadt ohne Industrieansiedlung. Mittels der Gesellschaft konnte die Gemeinde Grundstücke erwerben, freimachen und schließlich an Siedler verkaufen – meist aus der nahen Reichshauptstadt Berlin. Sie stellte eine moderne Verknüpfung von Infrastrukturmaßnahmen und privater Finanzierung dar, mit dem Ziel Steuern zu sparen – heute werden derartige öffentlich-private Partnerschaften Public Private Partnership genannt. Ferner wurden ein Grunderwerbs- und Industriefonds sowie ein Parkfonds gegründet.
Beyendorff war der Initiator zum Bau des Rathauses Lankwitz mit Post und Polizeistation. Das Rathaus wurde nach zweijähriger Bauzeit am 2. September 1911 feierlich eingeweiht. Bereits am 1. April 1911 öffnete das Postamt im Rathaus, wodurch Lankwitz zum Postbezirk wurde. Dies war ein bedeutendes Ereignis für die aufstrebende Gemeinde, da sie zuvor zum Postbezirk Groß–Lichterfelde gehörte. Lankwitz war ohne eigenen Postbezirk nach außen hin ohne Identität, in Berlin kannte kaum jemand den Vorort, Lankwitzer Geschäftsleute gaben ihren Wohnort oftmals entsprechend der postalischen Zugehörigkeit mit Groß–Lichterfelde an.
Beyendorff war mit seiner Gemeindevertretung am 20. August 1911 als Ehrengast bei der Grundsteinlegung der im Bebauungsplan von 1911 geplanten Kirche Mater Dolorosa zugegen. Am 22. September 1912 fand die Konsekration der Kirche statt, und Beyendorff gestattete es, die anschließende Feier in den Räumlichkeiten des Rathauses abzuhalten, da es damals keinen anderen hinreichend großen Versammlungsraum in Lankwitz gab.
Beyendorff initiierte das Anlegen des zentral gelegenen Gemeindeparks Lankwitz, der nach den Plänen und unter der Leitung von Carl Rimann von 1910 bis 1912 angelegt und am 2. September 1911 als Beyendorffpark eröffnet wurde. Auch war er für den Bau des neuen Schulgebäudes des Lyzeums sowie die angrenzende Gemeindefesthalle (1913–1914; heutige Beethoven-Oberschule mit Aula) verantwortlich. 1913 wurde der Bernkastler Platz mit einem Parkwohnhaus, liebevoll Käseglocke genannt, auf sein Betreiben hin fertiggestellt.
Binnen kurzer Zeit wurde Lankwitz durch Beyendorff – ab 1912 zusammen mit dem Gemeindebaurat Fritz Freymüller – zum blühenden Vorort der Reichshauptstadt entwickelt, mit Villen und Wohnsiedlungen. Die Gemeindeverwaltung warb mittels Postkarten, Bilderbögen und Klebemarken mit der Bezeichnung Gartenstadt Lankwitz und dem Slogan „14 Minuten vom Potsdamer Platz“, der Fahrzeit der bestehenden Eisenbahnverbindung vom Bahnhof Lankwitz aus, um gut situierte Mieter aus Berlin.
Neben dem Ausbau zur Villenkolonie setzte sich Beyendorff für die Fürsorge ein, so für die Gründung eines Vereins für Kinderfürsorge und Krankenpflege. Seine Frau übernahm den ehrenamtlichen Vorsitz des 1909 gegründeten Vereins für Kinderfürsorge und Krankenpflege sowie die Aufsicht über das Säuglingsheim. Beyendorff gründete ein Armen- und Waisenamt (Vorläufer des Sozialamts). Er bestimmte, dass Frauen als Armenpflegerinnen und Mitglieder des Armenamtes eingestellt werden durften, sodass alsbald zum ersten Mal in Lankwitz Frauen in der Verwaltung tätig waren. 1911 wurde eine Fortbildungsschule für kaufmännische und gewerbliche Belange gegründet. 1911 initiierte er die Gründung der Volksbücherei, einer Schulsparkasse, eines Jugendheimes und es wurde ein Schularzt eingestellt. Beyendorff wurde tatkräftig von seiner Tochter Edelgard Maria unterstützt und arbeitete auch eng mit James Fraenkel zusammen, Gemeindevertreter und Gründer der Pflegeanstalt für Gemüts- und Nervenkranke Berolinum.
Bis zum Beginn des Ersten Weltkriegs wurde Lankwitz so binnen weniger Jahre zu einer modernen Gemeinde – gewollt ohne Industrieansiedlung. Während des Ersten Weltkriegs musste auch in Lankwitz die Bautätigkeit ruhen. Der Landwehroffizier Beyendorff wurde am 10. August 1914 in Jüterbog eingezogen. Wenig später fiel sein Schwager und hinterließ seine Frau und zwei kleine Kinder. Beyendorff erfuhr das Grauen des Krieges. Nach dem Ende des Ersten Weltkriegs nahm er seine Arbeit in Lankwitz umgehend wieder auf.

### Novemberrevolution und Weimarer Republik (1918–1933)
Gleich nach der Abdankung von Kaiser Wilhelm II. im Zuge der Novemberrevolution erkannte Beyendorff den Arbeiter- und Soldatenrat an und arbeitete mit ihm zusammen. Beyendorff bekannte sich nachdrücklich „zur neuen Zeit“ und mahnte zugleich an „alles Trennende zur Seite zu stellen und zur gemeinsamen Arbeit sich die Hände zu reichen“, so auf der Volksversammlung vom 13. November 1918 in der Lankwitzer Festhalle (heute Aula der Beethoven-Oberschule).
Am 13. Dezember 1918 übernahm der Arbeiterrat – bestehend aus den Lankwitzer Bürgern Studienrat Otto Ostrowski (der spätere Oberbürgermeister von Berlin, 1946–1947), Postsekretär Ernst Streibing (1866–1940), Gärtnereibesitzer Johannes Wulff sowie dem Gemeindeverordneten und Fabrikanten Heinrich Denecke – die Macht in Lankwitz. Beyendorff wehrte sich gegen die gewaltsame Amtsenthebung und ließ in der Lokalzeitung Lankwitzer Nachrichten eine Erklärung veröffentlichen:

„Die Verhinderung an der Ausübung meines Amtes durch den Arbeiterrat ist
1. grundlos, weil es nicht richtig ist, daß ich ‚andauernd einer gedeihlichen Zusammenarbeit zwischen Gemeindeverwaltung und Arbeiterrat entgegengewirkt hätte‘. Ich habe mich wiederholt in öffentlichen Kundgebungen zu den durch die Revolution geschaffenen Tatsachen bekannt und auch dem Arbeiterrat die Mitwirkung in der Verwaltung nicht versagt, die ihm nach den Bestimmungen der Regierung  zustand. Andererseits  habe  ich  es  allerdings  ebenso  für meine  Pflicht  gehalten,  die  verfassungsmäßige  Zuständigkeit  der Gemeindeorgane zu wahren.
2. rechtswidrig: weil eine Enthebung vom Amte – auch nach der Revolution – lediglich der Regierung zusteht. Ich habe beim Minister für Inneres Einspruch erhoben, dessen Entscheidung abzuwarten bleibt.

Berlin-Lankwitz, den 14. Dezember 1918

Bürgermeister Dr. Beyendorff“

Die Gemeindevertretung protestierte in einer Stellungnahme ebenfalls gegen die Amtsenthebung:

„Wir erheben, wie gegen die Amtsenthebung des Gemeindevorstehers, so auch gegen diesen neuen Eingriff in die verfassungsmäßige Zuständigkeit der Gemeindeorgane und gegen diese unerhörte Beschränkung unserer staatsbürgerlichen Freiheit hierdurch den schärfsten Protest und erwarten von der neuen Preußischen Regierung unverzüglich Maßnahmen, die diesem gesetzwidrigen Zustand ein Ende machen.

Berlin-Lankwitz, den 17. Dezember 1918

Die Mitglieder der Gemeindevertretung

Correns, Forthmann, Dr. Fraenkel, Hildebrandt, Franz Lüdicke, Fritz Lüdecke, Marchand, Dr. Sauer, Schicke, Schmidt, Steck“

Infolge der solidarischen Haltung der Gemeindevertretung wurden die Sitzungen der Gemeindevertretung durch den Arbeiterrat sabotiert. Beyendorff stellte schließlich aufgrund der Hinderung an der Amtsausübung am 11. Februar 1919 sein Amt zur Verfügung. Kommissarisch übernahm zunächst der Rechtsanwalt Sievers das Amt, bis am 24. Oktober 1919 schließlich der zum Arbeiterrat gehörige Otto Ostrowski ehrenamtlicher Gemeindevorsteher wurde.
Beyendorff arbeitete weiterhin in Verwaltungsgremien mit. So war er Schriftführer der Berliner Vorortgemeinschaft und legte dem Vorstand sowie dem Verfassungsausschuss einen Entwurf zu einem Gesetz über die künftige Gemeindeverfassung Groß-Berlins vor. Er schlug in dem Entwurf die wesentlichen Regelungen vor, die dann am 1. Oktober 1920 mit dem Groß-Berlin-Gesetz in Kraft traten. Lankwitz wurde nach Groß-Berlin eingemeindet, verlor somit die Selbständigkeit und wurde Teil des neuen Verwaltungsbezirks Steglitz.
Die gewaltsame Absetzung Beyendorffs durch den Arbeiterrat wurde am 22. September 1922 durch die 5. Strafkammer des Landgerichts II in Berlin verurteilt und festgestellt, dass Beyendorff Unrecht angetan wurde.

### Zeit des Nationalsozialismus (1933–1945)
Anschließend arbeitete Beyendorff für eine Grundstücksgesellschaft in Berlin. 1938 ging er nach Schmiedeberg in Schlesien, beteiligte sich an der Schmiedeberger Metallwaren-Fabrik. Da er sich weigerte der NSDAP beizutreten, wurde der seit 1933 wieder nach ihm benannte Beyendorffpark im Jahr 1939 abermals in Gemeindepark umbenannt. Nach dem Attentat vom 20. Juli 1944 auf Adolf Hitler wurde er im August 1944 aufgrund seiner Verbindung zur Widerstandsgruppe Kreisauer Kreis von der Gestapo vorübergehend inhaftiert. Seine ebenfalls verhaftete Tochter Ruth Brugsch konnte hingegen erst 1945 befreit werden.

### Nach dem Zweiten Weltkrieg (1945–1947)
Nach dem Zweiten Weltkrieg wurde ihm die Fabrik von Polen weggenommen und die deutschen Arbeiter entlassen. Im November 1945 flüchtete er mit seiner Familie nach Lankwitz, der gesamte Hausstand, der erst 1944 aufgrund der Luftangriffe der Alliierten auf Berlin (siehe auch Lankwitzer Bombennacht) nach Schmiedeberg verlegt wurde, musste zurückbleiben. Beyendorff bedauerte Berichten zufolge insbesondere den Verlust seiner Bibliothek mit über 2.000 Büchern. Nur das Nötigste konnte Familie Beyendorff mit einem Handwagen auf den beschwerlichen Fußweg zurück nach Lankwitz mitnehmen, nur gelegentlich Fahrgelegenheiten nutzen.
In Lankwitz angekommen konnte Familie Beyendorff ihr Haus in der Calandrellistraße 16 (1908 von Beyendorff erbaut) nicht beziehen, da es beschlagnahmt und von über 40 US-Soldaten bewohnt war. Sie kamen daher behelfsweise in der Beethovenstraße 39 unter. Nach einigen Monaten konnte Familie Beyendorff ihre Villa wieder beziehen. Gesundheitlich waren die Beyendorffs angeschlagen. Sie waren stark abgemagert. Die Tochter Edelgard pflegte ihre Eltern, bis sie schließlich an einer eitrigen Knochenentzündung (Osteomyelitis) erkrankte.
Gleich nach seiner Rückkehr nach Lankwitz nahm Beyendorff Verbindung mit demokratischen deutschen Politikern der ersten Stunde auf, so zum ehemaligen Präsidenten des Deutschen Reichstags Paul Löbe, um seine kommunale und politische Erfahrung für den Neuaufbau einer zweiten deutschen Demokratie zur Verfügung zu stellen. Er trat in die Christlich Demokratische Union Deutschlands (CDU) ein, jedoch bald wieder aus, da er die Stalinisierung fürchtete und dem zu der Zeit seitens der CDU-Führung angedachten Weg der Neutralisierung Deutschlands nicht beipflichtete. Er wurde schließlich Mitglied der Liberal-Demokratischen Partei Deutschlands (LDP), die ihn sogleich zur Wahl des Berliner Magistrat am 20. Oktober 1946 vorschlug. Er sollte ursprünglich das Dezernat Bau- und Wohnungswesen übernehmen, nach der Wahl sollte er Stadtrat für Post- und Fernmeldewesen werden, was er mit der Begründung ablehnte, dass er davon nichts verstünde.
Im Herbst 1946 gründete Beyendorff die Baugesellschaft Bau-Aktiengesellschaft-Berlin-Lankwitz und plante die Gründung eines Schutzverbandes für Effektenbesitz. Im März 1947 übernahm er das Bauunternehmen Schweighöfer & Co mit 200 Mitarbeitern und gliederte es in seine Baugesellschaft ein.
Im Alter von 70 Jahren starb er schließlich am 2. Mai 1947 in Lankwitz, zuletzt wohnhaft in der Calandrellistraße 16. Seine Witwe erhielt zahlreiche Beileidsschreiben, unter anderem vom Berliner Magistrat, von der Oberbürgermeisterin Louise Schroeder, vom Bürgermeister Ferdinand Friedensburg, von Jakob Kaiser (CDU), vom ehemaligen Reichstagspräsidenten Paul Löbe und vom Berliner Landesverband der CDU. Seine Beisetzung am 9. Mai 1947 wurde öffentlich begleitet. Sein Grab – Inschrift „Der Vater von Lankwitz“ – befindet sich auf dem Parkfriedhof Lichterfelde (Familiengrab; Im Walde 489).
Rudolf Beyendorff war verheiratet mit Claire (auch Klara) Beyendorff, geborene Müller (* 2. August 1879; † 14. August 1962). Sie hatten zwei gemeinsame Töchter: Edelgard Maria Ratzsch (1908–1995) und Ruth Brugsch, beide geb. Beyendorff.

## Würdigung

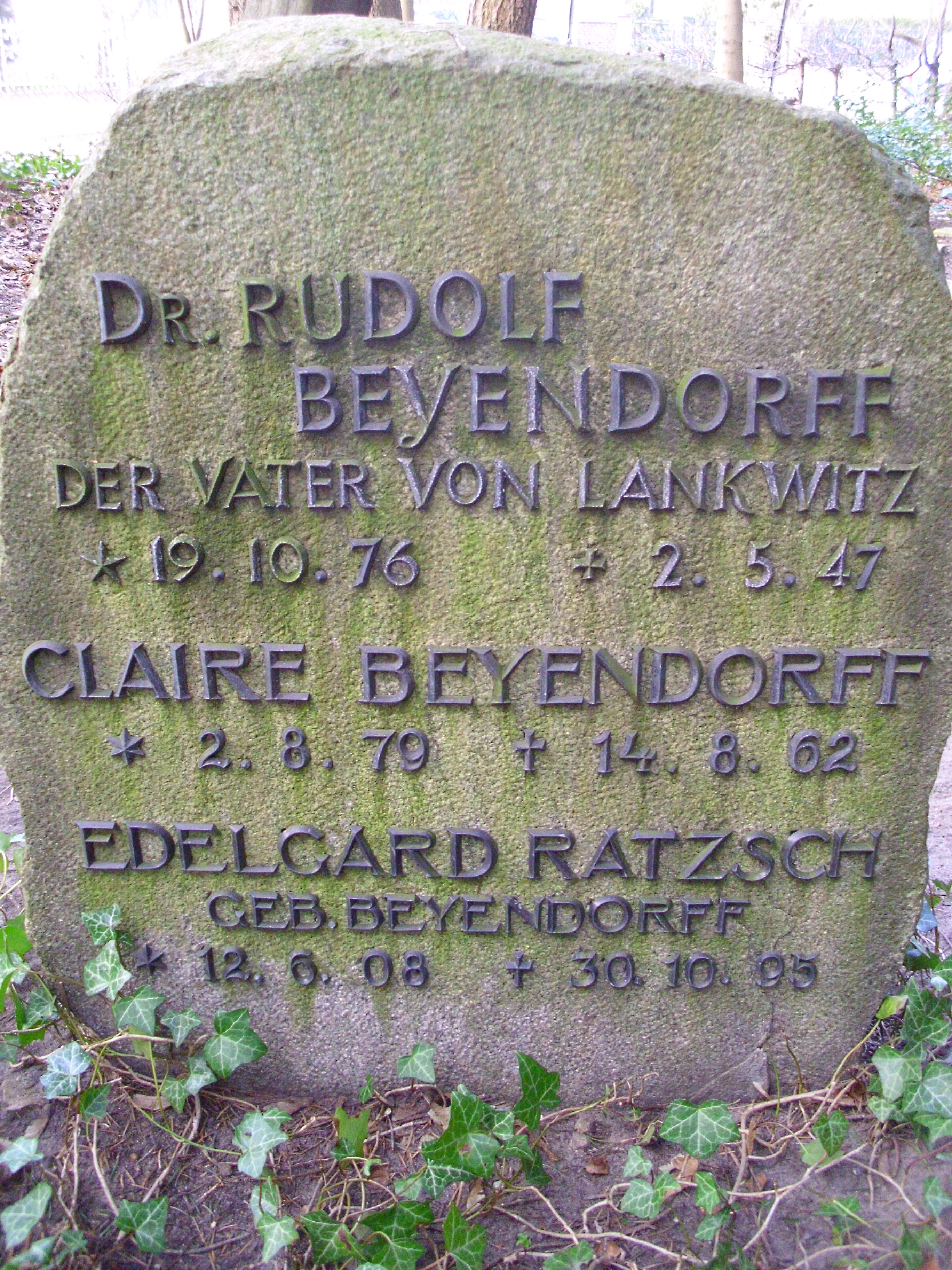
Grab mit Inschrift „Der Vater von Lankwitz“

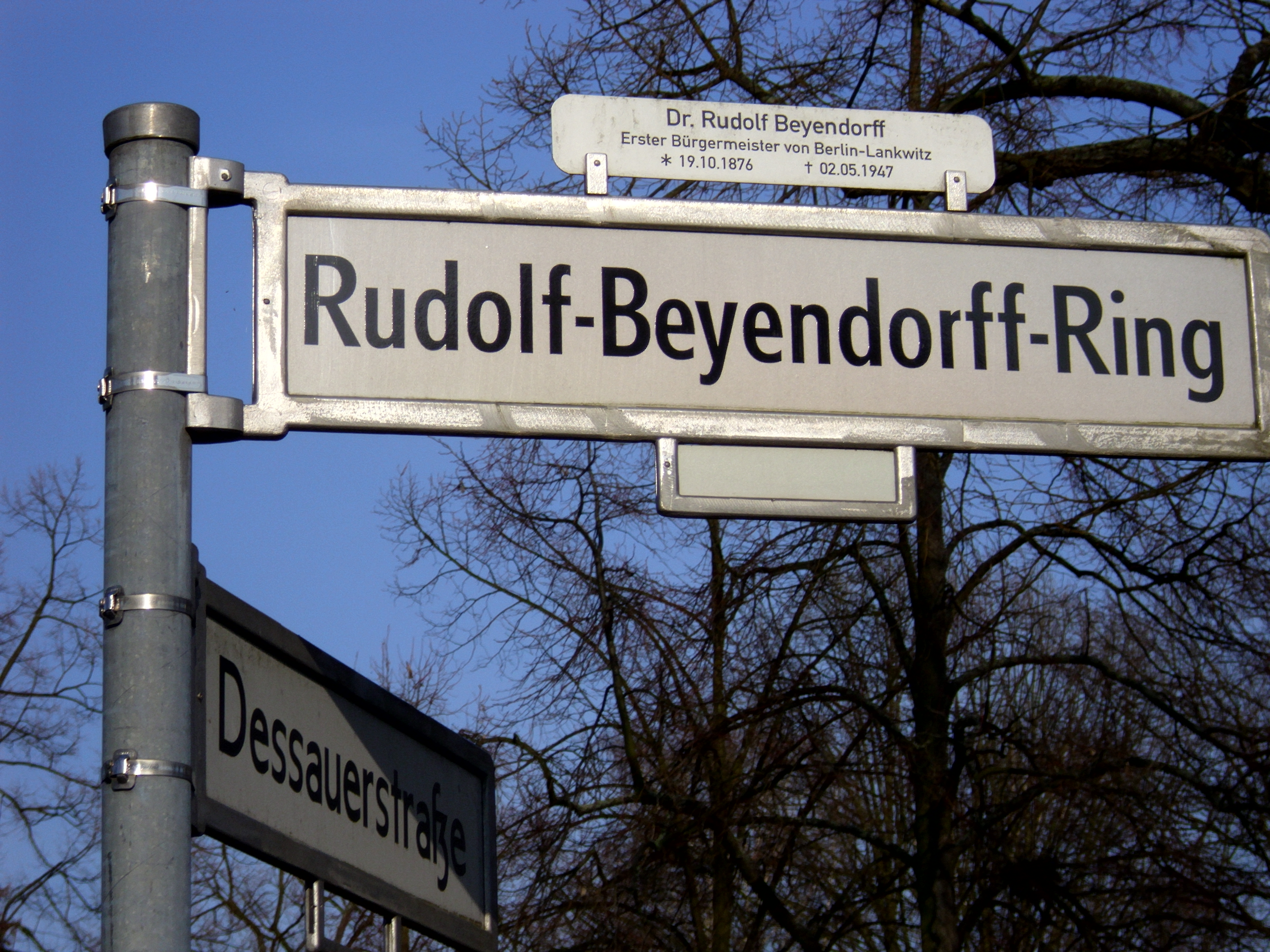
Rudolf-Beyendorff-Ring in Berlin-Lankwitz

Beyendorffs Grabstein trägt die Inschrift: „Der Vater von Lankwitz“.
Rudolf-Beyendorff-Ring in Lankwitz: Im Kurfürsten-Viertel wurde die auf dem Gelände des vormaligen Tierheim Lankwitz (1901–2001) neu angelegte Privatstraße am 16. Dezember 2002 auf den Namen Rudolf-Beyendorff-Ring getauft. Am 20. Juni 2003 wurde dieser in Anwesenheit des damaligen Steglitz-Zehlendorfers Bezirksbürgermeisters, Herbert Weber, der Enkelin von Beyendorff, Verena Ratzsch-Beyendorff, weiteren geladenen Gästen sowie Anwohnern feierlich eröffnet.

## Veröffentlichungen
- Der Polizeibeamte, seine Rechte und Pflichten in populär-staatsrechtlicher Darstellung. E.S. Mittler & Sohn, Berlin 1900. (Dissertation)
- Die Geschichte Der Reichsgewerbeordnung (1901). Hirschfeld, Leipzig 1901; Neuauflage 2010, Kessinger Pub Co, ISBN 978-1-169-06507-9.
- Das System der Reichs-Gewerbeordnung. J. Guttentag, Berlin 1902; Neuauflage, de Gruyter, ISBN 978-3-11-169695-9.